# Rudolf Schneider (Marineoffizier)

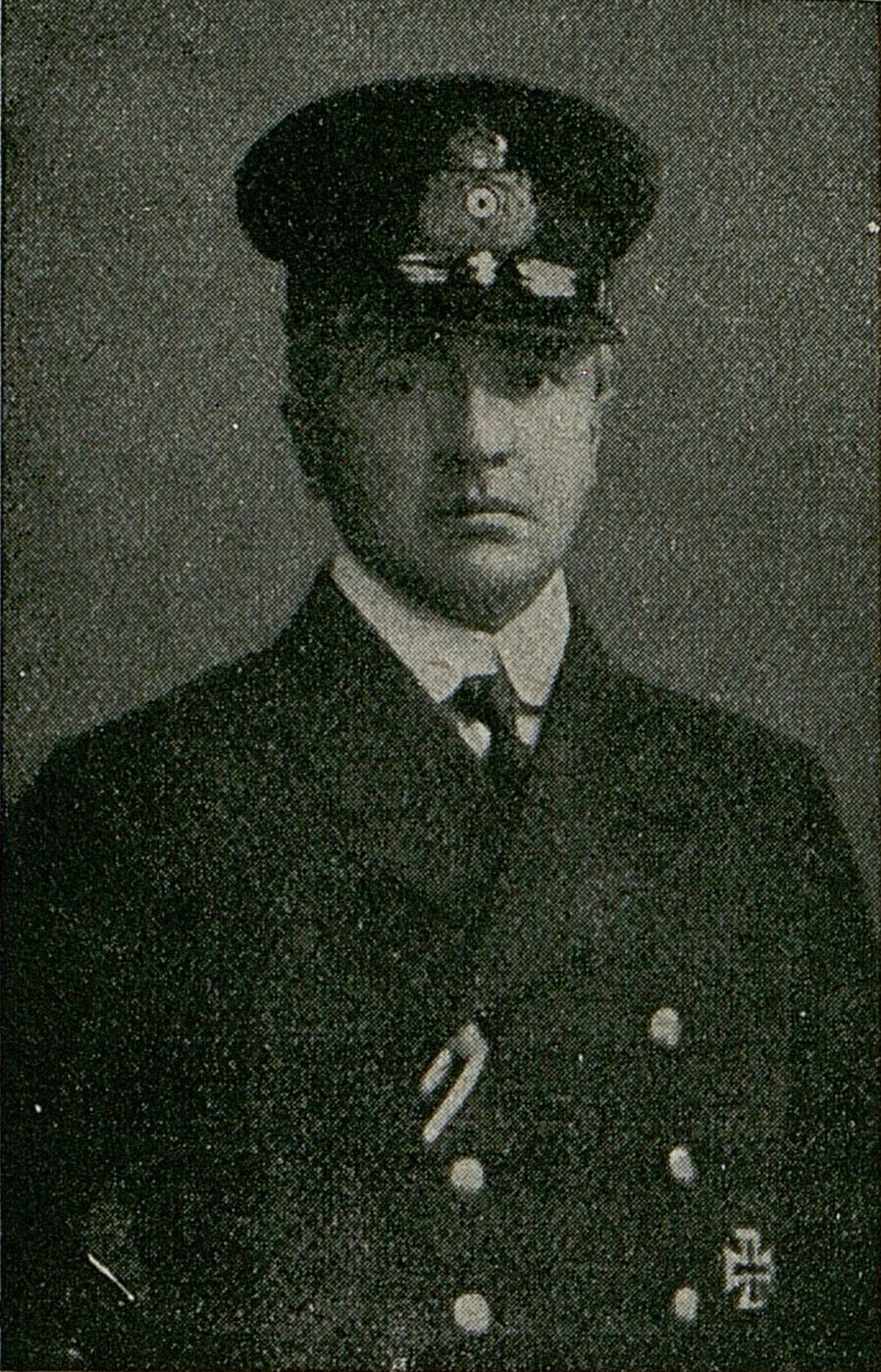
Rudolf Schneider (1915)

Rudolf Schneider (* 13. Februar 1882 in Gera; † 13. Oktober 1917 im Nordatlantik) war ein deutscher Marineoffizier und U-Boot-Kommandant im Ersten Weltkrieg.

## Leben
Rudolf Schneider wurde 1882 im thüringischen Gera geboren (damals Hauptstadt des Fürstentums Reuß jüngerer Linie). Er trat 1901 als Seekadett in die Kaiserliche Marine ein und wurde am 25. April 1912 zum Kapitänleutnant befördert. Im Ersten Weltkrieg übte Schneider das Kommando über zwei Hochsee-U-Boote aus: Zuerst über U 24 (1. August 1914 bis 3. Juni 1916) und später über U 87 (26. Februar 1917 bis 13. Oktober 1917). Schneider führte Handelskrieg im östlichen Nordatlantik um die britischen Inseln. Dabei versenkte er 45 Schiffe kriegführender Mächte, aber auch neutraler Staaten, mit einer Gesamttonnage von mindestens 130.000 Bruttoregistertonnen.
Am 1. Januar 1915 versenkte die Besatzung von U 24 unter Schneiders Kommando das britische Schlachtschiff Formidable im Ärmelkanal. Es war einer der ersten nächtlichen Unterwasserangriffe der Seekriegsgeschichte nach dem Einsatz der H. L. Hunley im amerikanischen Bürgerkrieg. Beim Untergang der HMS Formidable kamen über 500 Seeleute ums Leben.
Am 28. Juni 1915 verfolgte Schneider vor der Küste Cornwalls den Maultier-Transporter Armenian und versenkte ihn durch Artillerie und Torpedos. Bei dem Untergang starben 29 Menschen, darunter auch US-amerikanische Maultierführer, sowie 1.400 Tiere. Anhand des von Schneider geführten Kriegstagebuchs wurde die Untergangsstelle ermittelt und das Wrack der Armenian gefunden.
Am 19. August 1915 befahl Schneider die Torpedierung des britischen Passagierschiffs Arabic, das daraufhin binnen zehn Minuten sank. Unter den zivilen Todesopfern befanden sich abermals Staatsbürger der Vereinigten Staaten, die damals noch zu den neutralen Nationen zählten. Wie bereits im Fall der Lusitania-Affäre folgten der Versenkung wiederum schwerwiegende deutsch-amerikanische Spannungen, die letztlich zum Kriegseintritt der Vereinigten Staaten auf Seiten der Entente beitrugen.
Dennoch erhielt Schneider am 19. November 1915 das Ritterkreuz des Hausordens von Hohenzollern mit Schwertern. Zuvor hatte er das Eiserne Kreuz erster und zweiter Klasse erhalten.

## Todesumstände
Am 13. Oktober 1917 befand sich Schneider mit U 87 auf einer Feindfahrt, als er bei stürmischem Wetter über Bord gespült wurde. Die Besatzung warf ihm einen Rettungsring zu, den er aber nicht ergreifen konnte. Erst zehn Minuten später gelang es einem angeseilt ins Wasser gegangenen Besatzungsmitglied, den mittlerweile leblosen Körper zu bergen. Vier Stunden lange Wiederbelebungsversuche blieben erfolglos. Sein Leichnam wurde in einer Seebestattung zwischen den Shetlandinseln und Norwegen dem Meer übergeben.